# 한성희 (테니스 선수)
한성희(1990년 11월 13일~)는 대한민국의 테니스 선수이다. 2015년 안동오픈테니스대회 여자부 단식에서 우승했으며, 2013년 제6회 동아시아경기대회 테니스 여자 단체전에서 동메달을 획득했다.